# Cheval bâton

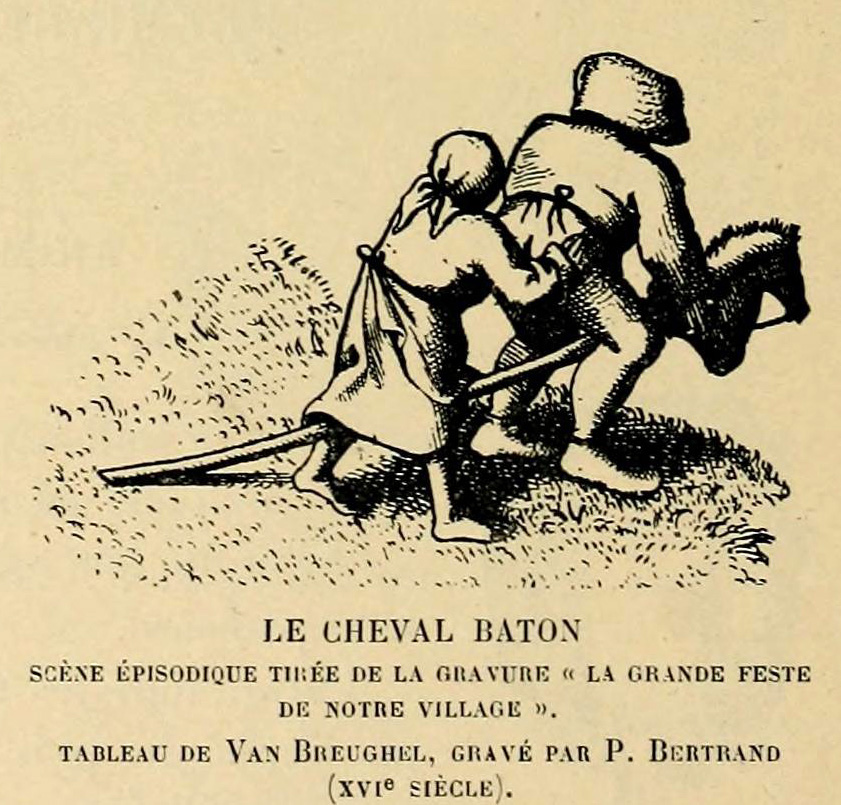
Cheval bâton d'après Breughel.

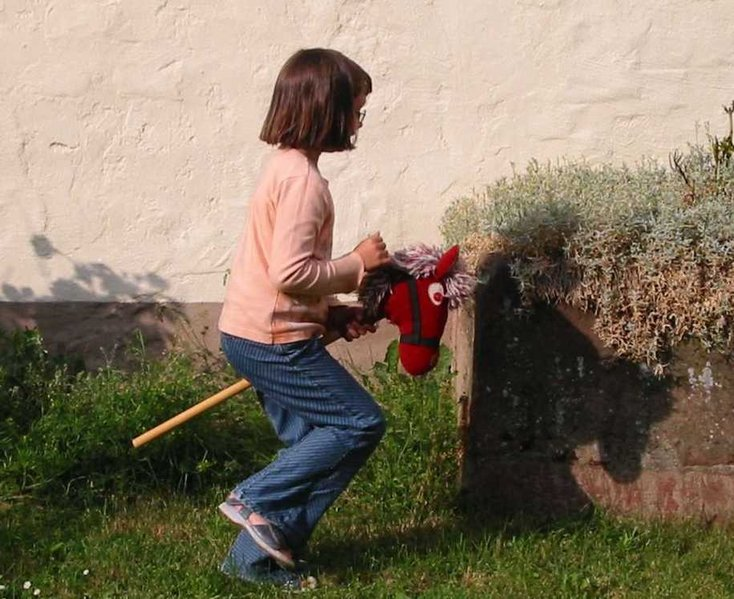

Le cheval bâton est un jouet traditionnel qui se présente sous la forme d'une tête de cheval stylisée au bout d'un long bâton. Généralement fait de bois, il est saisi par l'enfant à l'aide de deux poignées à la base de la tête et est placé de telle sorte que le bâton passe entre ses jambes pour pointer vers le sol derrière lui. Le joueur, qui a alors l'apparence d'un cavalier, peut s'imaginer dans une longue chevauchée.
Ce jouet était autrefois[Quand ?] pratiqué aussi bien par les filles que par les garçons. On en trouve des versions miniatures agrémentées d'une figurine articulée qui servent de balanciers à poser sur un meuble.

## Histoire
Le cheval bâton figure dans le culte de la divinité populaire hindoue du Rajasthan Baba Ramdevji (en), en référence à une histoire de son enfance.